# Луценко, Роман Васильевич
Рома́н Васи́льевич Луце́нко (укр. Роман Васильович Луценко; род. 20 января 1985, Глухов, Сумская область) — украинский футболист, полузащитник клуба «Велетень» (Глухов).

## Игровая карьера
Воспитанник ДЮСШ г. Глухов. Первый тренер — С. Руденко. Окончил РУФК (Киев).
Выступал за команды: «Нива» (Винница), ФК «Бершадь», «Черноморец» (Одесса), МФК «Николаев».
В запорожском «Металлурге» дебютировал 26 апреля 2008 года в домашнем поединке с киевским «Арсеналом» (0:1).

## Государственные награды
- Медаль «За труд и победу»(06.09.2007)[2]